# تپه چغا خزینه گنجوان
تپه چغا خزینه گنجوان مربوط به دوران پیش از تاریخ ایران باستان تا دوران‌های تاریخی پس از اسلام است و در شهرستان هرسین، بخش مرکزی، روستای گنجوان واقع شده و این اثر در تاریخ ۱۱ مرداد ۱۳۸۴ با شمارهٔ ثبت ۱۲۴۸۱ به‌عنوان یکی از آثار ملی ایران به ثبت رسیده است.